# Чень Ївей
Чень Ївей (кит. трад.: 陳毅維; піньїнь: Chén Yìwéi, нар. 27 березня 1987, Гаосюн) — тайванський футболіст, що грає на позиції захисника в тайванському клубі «Гаосюн» та в минулому в збірній Китайського Тайбею.

## Клубна кар'єра
Чень Ївей розпочав виступи на футбольних полях в університетській команді університету фізичної культури та спорту «Тайвань Спорт Юніверсіті» в 2005 році. У 2009 році він став гравцем клубу національного спортивного тренувального центру, а з 2011 року грав у складі клубу «Тайпауер». У складі «Тайпауера» Чень Ївей чотири рази ставав чемпіоном Тайваню. У 2021 році футболіст перейшов до клубу «Гаосюн».

## Виступи за збірні
Із 2006 року Чень Ївей грає у складі збірної Китайського Тайбею. У складі збірної брав участь у відбіркових матчах до чемпіонату світу та Кубка Азії. У складі збірної грав до 2019 року, зіграв у її складі 61 матч, у яких відзначився 3 забитими м'ячами.